# Тейлор, Майрон
Майрон Чарлз Тейлор (англ. Myron Charles Taylor; 18 января 1874, Лайонс, штат Нью-Йорк, США — 5 мая 1959, Нью-Йорк, штат Нью-Йорк, США) — американский промышленник, религиозный деятель, дипломат. Принимал участие во многих важных политических событиях во время и после Второй мировой войны.

## Биография
Родился в в семье Уильяма Деллинга Тейлора и Мэри Морган (урожденная Андерхилл) Тейлор. Майрон был третьим ребёнком, у него был два старших брата — Уиллард 6 лет и Морган 3 лет. Его отец владел и управлял кожевенным бизнесом. Тейлор окончил юридический факультет Корнеллского университета в 1894 году, вернулся в Лайонс, был принят в коллегию адвокатов и в течение следующих пяти лет пытался основать в городе юридическую практику.
В 1900 году Майрон покинул Лайонс и присоединился к бизнесу своего брата Уилларда на Уолл-стрит. С этого началась его карьера в области корпоративного права. Он также выиграл государственный контракт на поставку почтовых сумок и сопутствующих товаров, которые он получил с помощью отца и его связей с почтовой службой. Майрон Тейлор изобрел конверт с «окошком» для показа адреса. В дальнейшем после смерти Уильяма в 1918 году Майрон в 1932 году передал текстильную фабрику в собственность города Лайонс.
В 1906 году женился на Анабель Мэк, дочери шотландского судоходного магната из Кливленда, штат Огайо.
Исполнительный директор United States Steel Corporation в 1930-е годы, его реформы помогли корпорации пережить Великую депрессию.
Представитель США на международной Эвианской конференции для решения проблем еврейских беженцев от национал-социалистического режима Германии. Личный представитель президента США в Ватикане.
Пожертвовал крупные суммы на проекты в области образования и культуры, в первую очередь на развитие Корнеллского университета.
Тейлор ушел в отставку в январе 1950 года. Его жена Анабель умерла 12 декабря 1958 года. Сам Тейлор умер пять месяцев спустя, 5 мая 1959 года, в своем доме на 16 East 70th Street, Манхэттен, Нью-Йорк, в возрасте 85 лет.

## Миссия в Ватикане
Президент Рузвельт поручил Тейлору двойную миссию. Среди американских католиков усиливалось негативное отношение и к поддержке Британии, и к попыткам подготовить страну к возможному участию в войне. Президент решил, что на этом фоне публичное возобновление связей с папой принесет политическую выгоду. Кроме того, Тейлор отправлялся в Рим после недавней встречи Рузвельта с британским премьер-министром, где они наметили восемь тезисов, которые позже получили название «Атлантическая хартия». Это была декларация их целей в послевоенном мире. Президент надеялся убедить Пия XII продемонстрировать свою поддержку хартии.
Тейлор встретился с Пием XII 9 сентября 1941 года. Он привез послание Рузвельта, в котором тот выражал надежду, что папа публично поддержит цели, поставленные им и Черчиллем. Понтифик ответил, что подумает над этим. В итоге папа решил, что лучше всего сказать как можно меньше, и попросил передать американскому президенту отвлеченные добрые пожелания без каких-либо утверждений, позволяющих поймать его на слове.